# Joan Manuel de Sentmenat-Oms de Santapau i d'Oms
Joan Manuel de Sentmenat-Oms de Santapau i d'Oms (Palma, 1687 - Barcelona, 1754) va ser el tercer marquès de Castelldosrius i baró de Santa Pau. Fou germà de Manuel de Sentmenat-Oms de Santapau i de Lanuza.